# Населений пункт найкращого благоустрою і підтримки громадського порядку
Населений пункт найкращого благоустрою і підтримки громадського порядку — щорічний всеукраїнський конкурс, який проводиться починаючи з 2000 року. Конкурс засновано згідно з указом Президента України та згідно з постановою Кабінету Міністрів України . Призовий фонд конкурсу — 2 млн грн .

## Категорії населених пунктів
У конкурсі можуть брати участь будь-які населені пункти України. Відповідно до кількості населення їх поділяються на шість категорій серед яких і проводиться конкурс:
- I категорія — міста з населенням понад 500 тис. чоловік;
- II категорія — міста з населенням від 150 до 500 тис. чоловік;
- III категорія — міста з населенням від 50 до 150 тис. чоловік;
- IV категорія — міста з населенням до 50 тис. чоловік;
- V категорія — селища;
- VI категорія — села.

## Критерії оцінки
Переможцями конкурсу вважаються населені пункти, які домоглися найкращих результатів за річними підсумками роботи у виконанні програми соціально-економічного розвитку населеного пункту, зокрема у:
- проведенні капітального та поточного ремонту житлового фонду;
- реконструкції, ремонті та утриманні в належному стані вулиць, доріг, шляхопроводів та переходів, залізничних переїздів, забезпеченні розвитку та сталої роботи технічних засобів регулювання дорожнього руху, зовнішнього освітлення, водопостачання та водовідведення;
- транспортному обслуговуванні населення та забезпеченні безпеки дорожнього руху;
- дотриманні громадського порядку, створенні належних умов для праці, відпочинку та побуту громадян;
- роботі, пов'язаній з охороною довкілля, в тому числі із запобіганням забрудненню річок, озер, повітряного басейну, а також зменшенням шуму і забезпеченням раціонального використання природних ресурсів;
- збереженні наявних і створенні нових парків, скверів, лісопарків та інших об'єктів зеленого будівництва з урахуванням вимог ландшафтної архітектури та садово-паркового мистецтва;
- впровадженні малих архітектурних форм, що відзначаються новизною конструкцій, економічністю та зручністю в експлуатації;
- здійсненні ефективних заходів щодо запобігання зсувним явищам та підтопленню територій, ліквідації наслідків стихійного лиха;
- впровадженні сучасних технологій санітарного очищення населених пунктів, утилізації та знешкодження твердих побутових відходів;
- будівництві та утриманні в належному стані спортивних споруд за місцем проживання громадян;
- збереженні історико-культурної спадщини;
- своєчасному виконанні заходів щодо підготовки житлового фонду об'єктів житлово-комунального господарства і соціальної сфери до роботи в зимових умовах.

## Нагороди
Населеним пунктам, які зайняли призові місця у конкурсі, вручаються відповідні перехідні кубки та дипломи Кабінету Міністрів України I, II та III ступенів і цінні призи (комунальна техніка, обладнання та устаткування, призначені для благоустрою населених пунктів) на загальну суму 2 млн гривень. Деякі міста за результатами конкурсу отримують відзнаку «Золотий Фенікс».